# Le Moyne College
Le Le Moyne College est une université privée jésuite situé principalement à DeWitt, dans l'État de New York.
Il a été fondé par la Compagnie de Jésus en 1946 et porte le nom du missionnaire jésuite Simon Le Moyne. Le Moyne a été le premier collège jésuite mixte des États-Unis.

## Histoire
Fondé par la Compagnie de Jésus en 1946 et nommé d'après le missionnaire jésuite Simon Le Moyne, le collège a diplômé plus de 35 000 étudiants en 2021. Lors de sa fondation, Le Moyne était le premier collège jésuite mixte des États-Unis. 
Walter Andrew Foery (en), évêque catholique de Syracuse, a contribué à la création du Le Moyne College. Il proposait de doter la ville de Syracuse d'« une école véritablement américaine, dont la religion et la morale seraient les piliers ». Le collège s'est d'abord installé dans une boutique sur East Onondaga Street à Syracuse. Il a ensuite déménagé au manoir Hiscock sur James Street. Le collège a emménagé sur son campus actuel (en 2025) en 1948.
En 2014, Linda LeMura (en), anciennement provost et vice-présidente académique du collège, est nommée 14e présidente du Le Moyne College. LeMura est la première femme laïque de l'histoire à occuper le poste de présidente d'un collège ou d'une université jésuite. 
L'établissement comptait en 2020 plus de 3 700 étudiants. En 2021, elle propose plus de 30 spécialisations, un programme du soir, divers cours de deuxième et troisième cycles et un doctorat en leadership exécutif. En 2022, Le Moyne reçoit 7 066 candidatures de premier cycle, soit une augmentation annuelle de 5,31 %. Le taux d'admission s'est élevé à 78,3 %, avec 5 531 étudiants admis.

## Traditions

### Dolphy Day
Une tradition annuelle au Le Moyne College est le Dolphy Day, qui a vu le jour en 1971. Cette journée porte le nom d'Eric Dolphy et aurait été inspirée par la chanson de Frank Zappa, The Eric Dolphy Memorial Barbecue. Bien que la mascotte de Le Moyne soit un dauphin, les responsables du campus affirment qu'il n'y a pas de lien direct entre le nom de cet événement et l'icône de l'université. Chaque année, un Sorcier est choisi (par le Sorcier précédent).